# Italo Selvelli
Italo Giovanni Selvelli (Istanbul, 10 novembre 1863 – Istanbul, 11 maggio 1918) è stato un compositore, pianista e direttore d'orchestra italiano, che visse e lavorò a Istanbul durante gli ultimi decenni dell'Impero ottomano.

## Biografia
Selvelli nacque a Istanbul nel 1863 da Michele Selvelli (Fano, 1825 - Istanbul 1895) e Maria Sigalla (Syros, Grecia 1838 - Istanbul 1904). Compì i suoi studi a Palermo tra il 1876 e il 1881.
A partire dal 1887 fu attivo nella conduzione di opere, operette e balletti al Nouveau Theatre e al Teatro Concordia di Istanbul. Per tutta la sua vita sarà maestro di musica per numerosi membri dell'aristocrazia ottomana.
Il 16 giugno 1889 sposò Anna Maria Pussich (1866-1954) che gli diede due figli maschi e due figlie.
Nel 1891 venne nominato direttore dell'orchestra e della Scuola di Musica Tophane di Istanbul, la prima banda non militare dell'Impero ottomano, fondata da Zeki Pasha.
Nel 1909 quando Reshad Sultano salì al trono imperiale, con il nome di Mehmet V, venne lanciata una competizione aperta per decidere la nuova marcia ufficiale da attribuire al Sultano. Ad essere scelta fu proprio la composizione polifonica di Selvelli, da allora conosciuta come "Marcia Resadiye". Questa marcia fu effettivamente l'ultima marcia personale di un Sultano nella storia dell'impero Ottomano, dal momento che il sultano seguente, Mehmet VI, che sarà anche l'ultimo, avendo preso il potere nel 1918 in una situazione politica difficile, si rifiutò di adottarne una.
Italo Selvelli morì l'11 maggio 1918 probabilmente a causa di un'infezione da antrace. La sua tomba è ancora visibile al Cimitero Cristiano Osmanbey di Istanbul.

## Opere
- Reşadiye marşı